# Giovanni Maria Flick
Pour les articles homonymes, voir Flick.
Giovanni Maria Flick (né le 7 novembre 1940 à Cirié) est un juriste, un magistrat, un professeur de droit et un homme politique italien.

## Biographie
Il est ancien ministre de la Justice et ancien président de la Cour constitutionnelle. Il est actuellement président émérite de ladite Cour.